# Hugh Anderson
Hugh Robertson Anderson (né le 18 janvier 1936 à Huntly dans l'île du Nord en Nouvelle-Zélande) est un pilote de course de vitesse moto quatre fois champion du monde en Grand Prix et 19 fois champion national néo-zélandais. 
Il est également deux fois vainqueur du TT de l'île de Man,.

## Biographie
Il grandit à Huntly et a joué dans la ligue de rugby néo-zélandaise pour l'un des 4 clubs de ce sport dans cette ville, le « Huntly United » aux côtés de son compatriote et également futur champion de moto, Ginger Molloy (en).
Il a obtenu ses premiers succès en Nouvelle-Zélande début 1958 au guidon d'une 500 BSA avant de venir courir en Europe fin 1960.
Il rejoint l'équipe de course d'usine Suzuki en 1961, pilotant les 50 et 125 cm3 et occasionnellement les 250 cm3 de l'usine. Au sein de l'équipe Suzuki, Anderson a été double champion du monde (50 et 125 cm3) en 1963 et a conservé son titre mondial 50 cm3 l'année suivante. 
En 1965, il est sacré champion du monde 125 cm3 toujours sur sa Suzuki d'usine. La dernière course d'Anderson pour l'usine Suzuki a eu lieu au Grand Prix du Japon au Mont Fuji en octobre 1966.
Lors de l'anniversaire de la reine Élisabeth II en 1994, Anderson a été nommé membre de l'Ordre de l'Empire britannique, pour ses services rendus au sport automobile.
En 1995, il a été intronisé au New Zealand Sports Hall of Fame.
En 2022, lors d'une cérémonie exceptionnelle organisée dans son pays d'origine il a été intronisé MotoGP Legends.

## Carrière en Grand Prix
De 1960 à 1961, il court sur différentes machines de grosses cylindrées (350 cm3 AJS, 350 et 500 cm3 Norton, 250 cm3 Suzuki) au TT de l'île de Man à 7 reprises, en Ulster, en Italie ou en France mais il est, soit non qualifié, soit avec peu de résultat, à part un podium en Ulster en 1960 (3e).
1962 : Il a plus de succès en petite cylindrée en 1962 sur un 50 cm3 Suzuki, avec lequel il se place 3e en Allemagne, rentre dans les points en Italie et en Finlande et est victorieux en Argentine. Il faut toutefois relativiser ce résultat, car ce second d'Argentine, est à peine mieux fréquenté que celui de 1961. Seules les équipes Suzuki et Kreidler se sont déplacées vu le peu de dédommagement offert. Honda et Derbi sont absents et de plus, ce GP subi aussi la désaffection du public sud-américain. Anderson termine le championnat en 7e position.
Dans les autres catégories, Anderson participe à quelques courses en 125, 350 et 500 cm3 avec seulement 1 point marqué en 350 cm3 aux Pays-Bas (14e).
1963 : Il est au départ de beaucoup plus de courses en 1963 et se limite au 50 et 125 avec Suzuki. Les résultats sont au rendez-vous en 50 cm3, avec 2 victoires en Allemagne et en Argentine, quatre 2e places (Espagne, TT, Pays-Bas et Japon) une 3e en Finlande et il est au pied du podium en Belgique.
Lors de l'ultime course de la saison au Japon (10 novembre 1963) la lutte se circonscrit à Hans-Georg Anscheidt sur Kreidler et Hugh Anderson sur Suzuki. Celui des deux qui gagne à Suzuka est champion du Monde quel que soit le résultat de l'autre. En cas de victoire d'un autre pilote, seule une seconde place peut apporter le titre à l'Allemand. Tout autre résultat sera favorable à Anderson, son coéquipier chez Suzuki Degner ne pouvant qu'égaler le score d'Anderson en cas de victoire à Suzuka mais le décompte des places sera toutefois encore favorable au Néo-Zélandais. Finalement, Anderson remporte le GP et reprend la tête du championnat avec 34 points devant Anscheidt (32 points).
En 125 cm3, le score est encore plus impressionnant avec 6 victoires (France, TT, Pays-Bas, Ulster, RDA et Finlande), deux seconde places (RFA et Belgique) et une 5e position au Japon comme plus mauvais résultat. Anderson avec 62 points s'assure donc le titre dès le Grand Prix d'Allemagne de l'Est au Sachsenring, 2 courses avant la fin du championnat devant le Suisse Luigi Taveri et sa Honda (47 points). 

C'est le premier titre d'un moteur 2 temps dans la catégorie. L'équipe Suzuki assurée du titre constructeur ne participe pas aux 2 courses suivantes (Italie et Argentine) et ne revient qu'en finale au Japon. Cette année 1963, marque donc des doublés en 50 et 125 pour les titres constructeurs attribués à l'usine Suzuki et pour les titres pilotes remportés par Anderson.

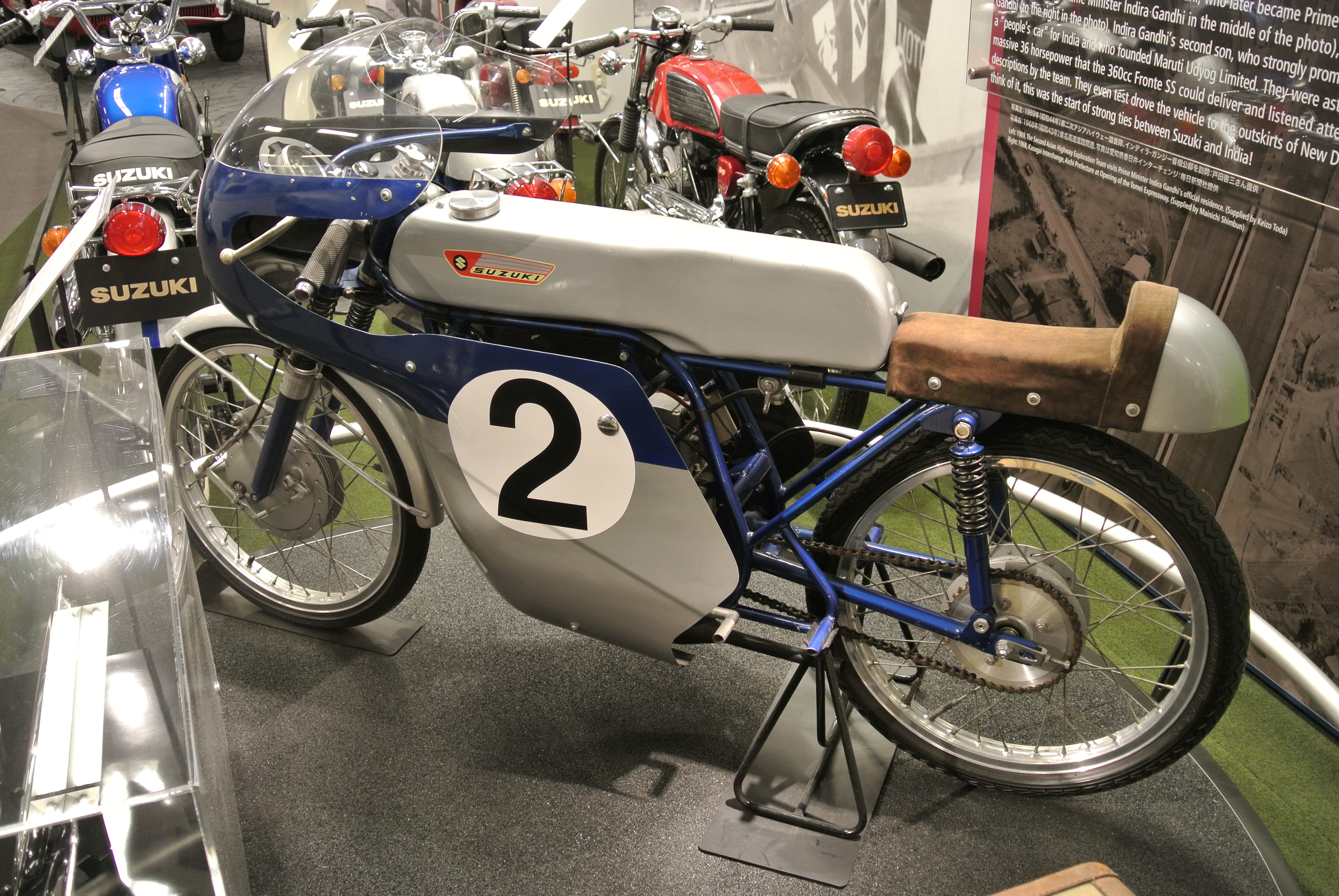
Suzuki 50 cm3 de Ernst Degner et Hugh Anderson en 1962.

En 1964, Suzuki et Anderson récidivent dans ces catégories avec, en plus, une tentative avortée en 250 cm3 en Espagne. Cette année-là, le Grand Prix des États-Unis vient s'ajouter à ceux d'Argentine et du Japon pour conforter le caractère mondial du championnat. Suzuki et Anderson remportent les 2 catégories sur le Speedway international de Daytona le 2 février 1964. 
En 50 cm3, s'y ajoutent les victoires en France, au TT et en Finlande, ainsi qu'une 2e place en Espagne et une 3e en Belgique. Anderson conserve donc son titre dans la catégorie. Au Japon, dernier GP de cette saison, après le forfait des sept Suzuki d'usine engagées, la course des 50 ne voit que cinq pilotes Honda au départ et n'est donc pas comptée pour le championnat. 
En 125 cm3, après la victoire à Daytona avec la Suzuki RT 64 bicylindres, s'ajoutent celles des GP d'Allemagne de l'Est et d'Ulster, une seconde position en Italie, deux 5e places en Espagne et aux Pays-Bas et un nouvel échec au TT pour Anderson, le 6e en 15 participations. C'est donc la 3e place du podium final qui lui revient derrière Luigi Taveri champion et Jim Redman, vice-champion tous deux sur des Honda 4 cylindres. 
Pour 1965, Anderson et son coéquipier Ernst Degner disposent de nouvelles machines, un 50 twin et une 125 4-cylindres, toutes deux à refroidissement liquide.                    
À mi-saison en juin au Tourist Trophy, les 50 cm3 ont déjà disputé cinq courses sur huit prévues et malgré la victoire de Taveri sur l'Île de Man, c'est Anderson qui mène le championnat avec 25 points devant les « Hondistes » Taveri (23) et Ralph Bryans (22). En juillet, Il ne reste à disputer que le GP du Japon et Bryans mène avec 32  points et trois victoires devant Anderson (32 points nets et deux victoires) et Degner (26 points et deux victoires). À Suzuka, la seconde place suffit à Ralph Bryans (sur Honda RC 115), 23 ans, pour devenir le premier Nord-Irlandais Champion du Monde avec 36 points nets. A une époque où le 2-temps domine les petites cylindrées, c'est pourtant le premier titre d'un 50 cm3 4-temps.                    

Anderson avec une seule victoire en Espagne quatre 2e places (USA, TT, Pays-Bas et Belgique), une 3e en Allemagne et une 6e en France, perd son titre mais est 3e sur le podium avec 32 points. Il aura toutefois pris le record du tour sur 4 des 8 circuits.                    

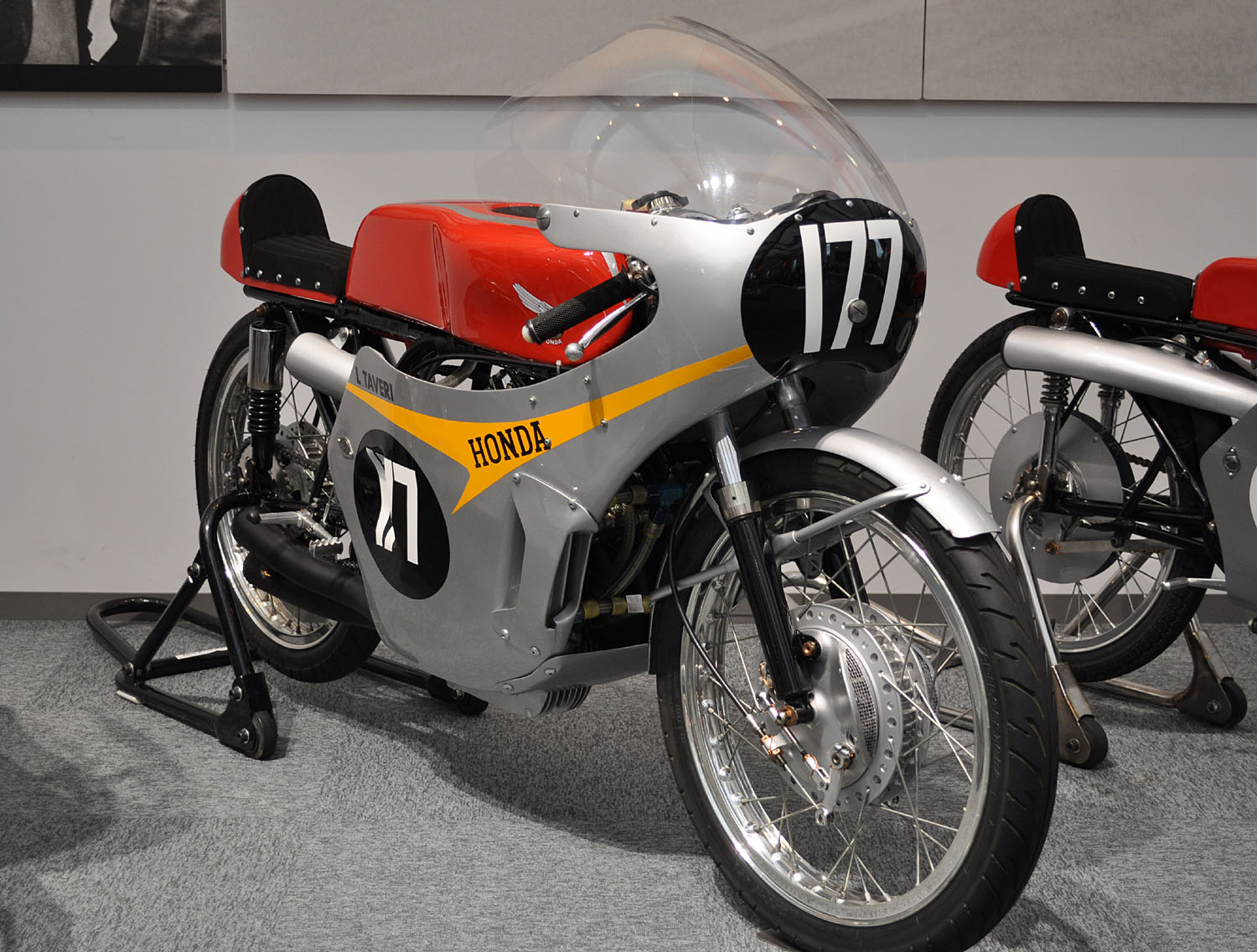
L'imbattable 125 Honda RC149 (5 cylindres, 34 CV à 23 000 tr/min) de Luigi Taveri en 1966.

En 125 cm3, Hugh Anderson écrase la concurrence des autres écuries et de son coéquipier Frank Perris (en). Il remporte 7 victoires sur 9 courses terminées. Il gagne successivement aux États-Unis, en RFA, en Espagne et en France en début d'année, puis en fin de saison en Finlande, Italie et Japon avec une 3e place au TT et une 5e au Pays-Bas. Il conserve donc son titre de Champion du Monde de la catégorie. Outre ses 56 points, il a également remporté 8 records du tour sur 12 possibles, les Suzuki en accumulant 11 sur 12.
1966 marque la fin de la carrière d'Anderson en Grand Prix. Il se heurte à un rude adversaire en 125 cm3 en la personne du Suisse Luigi Taveri et de sa Honda 5 cylindres qui remporte 5 victoires. Anderson ne glane qu'un podium (3e au TT) et pour le reste des 4e et 5e places. Même punition en 50 cm3 contre son nouveau coéquipier Hans-Georg Anscheidt longtemps menacé par Ralph Bryans. Hugh Anderson termine tout de même 4 fois sur le podium (3e en RFA, Pays-Bas, Tourist Trophy et Japon) et 2 fois au pied du podium (Espagne et Italie). Au classement  final du championnat il est donc 4e en 50 cm3 et 5e en 125 cm3.
Mais Hugh Anderson à 30 ans, a perdu sa passion pour la course sur circuit et préfère désormais se tourner vers le moto-cross. 
Hugh Anderson (Néo-Zélandais) ne doit pas être confondu avec les pilotes moto Bob Anderson (Anglais) ou Kent Andersson (Suédois).